# 默努
默努（法語：Menou，法語發音：[mənu]）是法国涅夫勒省的一个市镇，属于克拉姆西区。

## 地理
默努（47°22'9"N, 3°16'50"E）面积17.41 平方千米，位于法国勃艮第-弗朗什-孔泰大區涅夫勒省，该省份为法国中部省份，北至约讷省，西北接卢瓦雷省，西接谢尔省，南至阿列省，东南接索恩-卢瓦尔省，东临科多尔省。
与默努接壤的市镇（或旧市镇、城区）包括：乌当、拉沙佩勒圣安德烈、科尔梅里、库卢特尔、默内斯特罗。

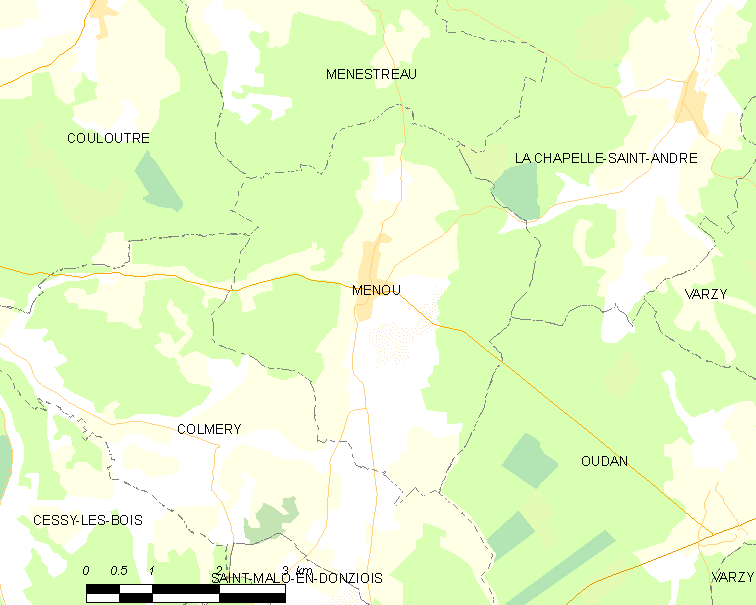
默努的OSM定位图

默努的时区为UTC+01:00、UTC+02:00（夏令时）。

## 行政
默努的邮政编码为58210，INSEE市镇编码为58163。

## 政治
默努所属的省级选区为克拉姆西县。

## 人口

1962-2008年间默努人口变化图示

默努于2022年1月1日时的人口数量为182人。